# Yeşilalan, Havza
Yeşilalan là một xã thuộc huyện Havza, tỉnh Samsun, Thổ Nhĩ Kỳ. Dân số thời điểm năm 2010 là 863 người.